# Turn- und Sportgemeinschaft 1899 Hoffenheim 2020-2021 (femminile)
Questa voce raccoglie le informazioni riguardanti la squadra femminile del Turn- und Sportgemeinschaft 1899 Hoffenheim nelle competizioni ufficiali della stagione 2020-2021.

## Maglie
Le tenute di gioco sono le stesse dell'Hoffenheim maschile.
| Casa | Trasferta | Terza divisa |

## Organigramma societario
Area tecnica
- Allenatore: Jürgen Ehrmann
- Vice allenatore:
- Vice allenatore:
- Preparatore dei portieri:

## Rosa
Rosa, ruoli e numeri di maglia come da sito DFB.de, aggiornati al 27 novembre 2020.
| N. |                     | Ruolo | Calciatrice           |
| -- | ------------------- | ----- | --------------------- |
| 1  | Croazia (bandiera)  | P     | Martina Tufeković     |
| 4  | Germania (bandiera) | D     | Michaela Specht       |
| 5  | Svizzera (bandiera) | D     | Luana Bühler          |
| 6  | Germania (bandiera) | C     | Lena Lattwein         |
| 7  | Germania (bandiera) | C     | Chantal Hagel         |
| 8  | Germania (bandiera) | D     | Maximiliane Rall      |
| 9  | Austria (bandiera)  | D     | Katharina Naschenweng |
| 12 | Germania (bandiera) | P     | Laura-Johanna Dick    |
| 13 | Germania (bandiera) | C     | Isabella Hartig       |
| 14 | Austria (bandiera)  | C     | Celina Degen          |
| 15 | Germania (bandiera) | C     | Paulina Krumbiegel    |
| 16 | Austria (bandiera)  | A     | Nicole Billa          |

| N. |                     | Ruolo | Calciatrice                |
| -- | ------------------- | ----- | -------------------------- |
| 17 | Germania (bandiera) | C     | Franziska Harsch           |
| 18 | Germania (bandiera) | C     | Anne Fühner                |
| 19 | Germania (bandiera) | D     | Judith Steinert            |
| 20 | Germania (bandiera) | P     | Janina Leitzig             |
| 23 | Germania (bandiera) | A     | Jana Beuschlein            |
| 24 | Germania (bandiera) | P     | Ann-Kathrin Dilfer         |
| 25 | Germania (bandiera) | D     | Karla Gorlitz              |
| 26 | Austria (bandiera)  | D     | Laura Wienroither          |
| 28 | Germania (bandiera) | A     | Tabea Waßmuth              |
| 29 | Germania (bandiera) | D     | Jule Brand                 |
| 33 | Germania (bandiera) | C     | Fabienne Dongus (capitano) |

## Calciomercato

### Sessione estiva
| Acquisti | Acquisti      | Acquisti      | Acquisti |
| R.       | Nome          | da            | Modalità |
| -------- | ------------- | ------------- | -------- |
| D        | Jule Brand    | Hoffenheim II |          |
| D        | Karla Görlitz | Jena          |          |
| C        | Celina Degen  | Sturm Graz    |          |

| Cessioni | Cessioni        | Cessioni    | Cessioni |
| R.       | Nome            | a           | Modalità |
| -------- | --------------- | ----------- | -------- |
| D        | Leonie Pankratz | Montpellier |          |
| C        | Lina Bürger     | Friburgo    |          |
| C        | Jennifer Klein  | St. Pölten  |          |
| A        | Sarai Linder    | UCF Knights |          |

| Acquisti | Acquisti | Acquisti | Acquisti |
| R.       | Nome     | da       | Modalità |
| -------- | -------- | -------- | -------- |
|          |          |          |          |

| Cessioni | Cessioni           | Cessioni | Cessioni |
| R.       | Nome               | a        | Modalità |
| -------- | ------------------ | -------- | -------- |
| P        | Ann-Kathrin Dilfer | Brøndby  |          |

## Risultati

### Frauen-Bundesliga

#### Girone di andata
| Arbitro: | Weigelt (Lipsia) |

|                                                 |           |                |
| Smidt Nielsen 38’ Chmielinski 45’ Kössler 90+1’ | Marcatori | 84’ Beuschlein |

| Arbitro: | Wacker (Marbach am Neckar) |

|           |           |                                  |
| Billa 28’ | Marcatori | 12’, 44’, 53’ Jakabfi 45+2’ Popp |

| Francoforte sul Meno 27 settembre 2020, ore 14:00 CEST 3ª giornata | Eintracht Francoforte | 0 – 0 referto | Hoffenheim | Stadion am Brentanobad (360 spett.)\| Arbitro: \| Duske (Leverkusen) \| |
| Arbitro:                                                           | Duske (Leverkusen)    |               |            |                                                                         |

| Arbitro: | Joos (Leinfelden-Echterdingen) |

|                                  |           |                |
| Billa 50’ Harsch 65’ Waßmuth 66’ | Marcatori | 20’ Tarczyńska |

| Arbitro: | Heimann (Gladbeck) |

|  |           |                                                             |
|  | Marcatori | 37’ Billa 69’ (aut.) L. Ostermeier 80’ (aut.) S. Ostermeier |

| Arbitro: | Kunkel (Amburgo) |

|  |           |                                                  |
|  | Marcatori | 3’ Ilestedt 31’ Lohmann 79’ Wenninger 86’ Asseyi |

| Arbitro: | Michel (Gau-Odernheim) |

|                  |           |  |
| Billa 90’ (rig.) | Marcatori |  |

| Arbitro: | Rafalski (Baunatal) |

|                                 |           |                                                                          |
| Zeller 46’ Friedrich 85’ (rig.) | Marcatori | 55’ Beuschlein 64’ Brand 77’ (rig.) Lattwein 90’ Fühner 90+1’ Krumbiegel |

| Arbitro: | Biehl (Siesbach) |

|  |           |                               |
|  | Marcatori | 15’ Beuschlein 79’, 82’ Billa |

| Arbitro: | Arlt (Münster) |

|             |           |                                                       |
| Kayikçi 65’ | Marcatori | 21’ (rig.), 90’ Billa 26’, 32’ Waßmuth 48’ Krumbiegel |

| Arbitro: | Joos (Leinfelden-Echterdingen) |

|                                                            |           |  |
| Billa 42’, 58’, 84’, 88’ Brand 50’ Lattwein 53’ Dongus 83’ | Marcatori |  |

#### Girone di ritorno
| Arbitro: | Appelmann (Alzey) |

|                                                   |           |  |
| Billa 18’, 42’ Lattwein 30’ Rall 89’ Fühner 90+4’ | Marcatori |  |

| Arbitro: | Hussein (Bad Harzburg) |

|          |           |  |
| Huth 55’ | Marcatori |  |

| Arbitro: | Heimann (Gladbeck) |

|                     |           |  |
| Harsch 7’ Billa 26’ | Marcatori |  |

| Arbitro: | Hussein (Bad Harzburg) |

|  |           |                                |
|  | Marcatori | 24’ (aut.) Hausicke 29’ Bühler |

| Arbitro: | Rafalski (Baunatal) |

|  |           |              |
|  | Marcatori | 90+3’ Elmazi |

| Arbitro: | Wacker (Marbach am Neckar) |

|                               |           |                                       |
| Bühler 1’ (aut.) Schüller 13’ | Marcatori | 63’ Waßmuth 68’ Naschenweng 73’ Billa |

| Arbitro: | Heidenreich (Sereetz) |

|            |           |  |
| Winczo 58’ | Marcatori |  |

| Arbitro: | Wacker (Marbach am Neckar) |

|                                                             |           |  |
| Brand 24’ Billa 53’, 54’, 85’ Vinken 62’ (aut.), 71’ (aut.) | Marcatori |  |

| Sinsheim 7 maggio 2021, ore 19:15 CEST 20ª giornata | Hoffenheim     | 0 – 0 referto | Sand | Dietmar-Hopp-Stadion (0 spett.)\| Arbitro: \| Arlt (Münster) \| |
| Arbitro:                                            | Arlt (Münster) |               |      |                                                                 |

| Arbitro: | Kunkel (Amburgo) |

|                                     |           |                      |
| Dongus 13’ Billa 19’, 37’ Brand 36’ | Marcatori | 27’ Memeti 71’ Minge |

| Arbitro: | Joos (Leinfelden-Echterdingen) |

|           |           |                           |
| Lange 67’ | Marcatori | 7’, 18’ Billa 54’ Waßmuth |

### DFB-Pokal
| Arbitro: | Wacker (Marbach am Neckar) |

|                       |           |                                                           |
| Maier 64’ Spittka 86’ | Marcatori | 26’ Steinert 49’ (rig.) Hagel 93’ Beuschlein 102’ Waßmuth |

| Arbitro: | Heimann (Gladbeck) |

|                    |           |                                                     |
| Islacker 8’ (rig.) | Marcatori | 4’ Harsch 20’ Brand 34’, 54’ Waßmuth 37’, 38’ Billa |

| Arbitro: | Westerhoff (Bochum) |

|             |           |                   |
| Waßmuth 60’ | Marcatori | 29’, 48’ Schüller |

## Statistiche

### Statistiche di squadra
| Competizione         | Punti | In casa | In casa | In casa | In casa | In casa | In casa | In trasferta | In trasferta | In trasferta | In trasferta | In trasferta | In trasferta | Totale | Totale | Totale | Totale | Totale | Totale | DR  |
| Competizione         | Punti | G       | V       | N       | P       | Gf      | Gs      | G            | V            | N            | P            | Gf           | Gs           | G      | V      | N      | P      | Gf     | Gs     | DR  |
| -------------------- | ----- | ------- | ------- | ------- | ------- | ------- | ------- | ------------ | ------------ | ------------ | ------------ | ------------ | ------------ | ------ | ------ | ------ | ------ | ------ | ------ | --- |
| Frauen-Bundesliga    | 44    | 11      | 7       | 1       | 3       | 29      | 12      | 11           | 7            | 1            | 3            | 25           | 11           | 22     | 14     | 2      | 6      | 54     | 23     | +31 |
| DFB-Pokal der Frauen | -     | 1       | 0       | 0       | 1       | 1       | 2       | 2            | 2            | 0            | 0            | 10           | 3            | 3      | 2      | 0      | 1      | 11     | 5      | +6  |
| Totale               | -     | 12      | 7       | 1       | 4       | 30      | 14      | 13           | 9            | 1            | 3            | 35           | 14           | 25     | 16     | 2      | 7      | 65     | 28     | +37 |

### Andamento in campionato
| Giornata  | 1 | 2 | 3  | 4 | 5 | 6 | 7 | 8 | 9 | 10 | 11 | 12 | 13 | 14 | 15 | 16 | 17 | 18 | 19 | 20 | 21 | 22 |
| --------- | - | - | -- | - | - | - | - | - | - | -- | -- | -- | -- | -- | -- | -- | -- | -- | -- | -- | -- | -- |
| Luogo     | T | C | T  | C | T | C | C | T | T | T  | C  | C  | T  | C  | T  | C  | T  | T  | C  | C  | C  | T  |
| Risultato | P | P | N  | V | V | P | V | V | V | V  | V  | V  | P  | V  | V  | P  | V  | P  | V  | N  | V  | V  |
| Posizione | 9 | 9 | 11 | 7 | 5 | 6 | 6 | 5 | 4 | 3  | 3  | 3  | 3  | 3  | 3  | 3  | 3  | 3  | 3  | 3  | 3  | 3  |

Legenda:

Luogo: C = Casa; T = Trasferta. Risultato: V = Vittoria; N = Pareggio; P = Sconfitta.

### Statistiche delle giocatrici
| Giocatore      | Frauen-Bundesliga | Frauen-Bundesliga | Frauen-Bundesliga | Frauen-Bundesliga | DFB-Pokal der Frauen | DFB-Pokal der Frauen | DFB-Pokal der Frauen | DFB-Pokal der Frauen | Totale   | Totale | Totale      | Totale     |
| Giocatore      | Presenze          | Reti              | Ammonizioni       | Espulsioni        | Presenze             | Reti                 | Ammonizioni          | Espulsioni           | Presenze | Reti   | Ammonizioni | Espulsioni |
| -------------- | ----------------- | ----------------- | ----------------- | ----------------- | -------------------- | -------------------- | -------------------- | -------------------- | -------- | ------ | ----------- | ---------- |
| J. Beuschlein  | 18                | 3                 | 0                 | 0                 | 2                    | 1                    | 0                    | 0                    | 20       | 4      | 0           | 0          |
| N. Billa       | 21                | 23                | 0                 | 0                 | 2                    | 2                    | 0                    | 0                    | 23       | 25     | 0           | 0          |
| J. Brand       | 22                | 4                 | 1                 | 0                 | 3                    | 1                    | 0                    | 0                    | 25       | 5      | 1           | 0          |
| L. Bühler      | 18                | 1                 | 2                 | 1                 | 2                    | 0                    | 0                    | 0                    | 20       | 1      | 2           | 1          |
| C. Degen       | 5                 | 0                 | 0                 | 0                 | 1                    | 0                    | 0                    | 0                    | 6        | 0      | 0           | 0          |
| L. Dick        | -                 | -                 | -                 | -                 | 1                    | 0                    | 0                    | 0                    | 1        | 0      | 0           | 0          |
| A-K. Dilfer    | 9                 | 0                 | 0                 | 0                 | -                    | -                    | -                    | -                    | 9        | 0      | 0           | 0          |
| F. Dongus      | 21                | 2                 | 0                 | 1                 | 2                    | 0                    | 0                    | 0                    | 23       | 2      | 0           | 1          |
| A. Fühner      | 15                | 2                 | 0                 | 0                 | 2                    | 0                    | 0                    | 0                    | 17       | 2      | 0           | 0          |
| K. Görlitz     | 2                 | 0                 | 0                 | 0                 | 1                    | 0                    | 0                    | 0                    | 3        | 0      | 0           | 0          |
| C. Hagel       | 19                | 0                 | 0                 | 0                 | 2                    | 1                    | 0                    | 0                    | 21       | 1      | 0           | 0          |
| F. Harsch      | 20                | 2                 | 0                 | 0                 | 3                    | 1                    | 0                    | 0                    | 23       | 3      | 0           | 0          |
| I. Hartig      | 15                | 0                 | 1                 | 0                 | 3                    | 0                    | 0                    | 0                    | 18       | 0      | 1           | 0          |
| P. Krumbiegel  | 20                | 2                 | 1                 | 0                 | 3                    | 0                    | 0                    | 0                    | 23       | 2      | 1           | 0          |
| L. Lattwein    | 13                | 3                 | 0                 | 0                 | 2                    | 0                    | 0                    | 0                    | 15       | 3      | 0           | 0          |
| J. Leitzig     | 4                 | 0                 | 0                 | 0                 | 1                    | 0                    | 0                    | 0                    | 5        | 0      | 0           | 0          |
| K. Naschenweng | 21                | 1                 | 0                 | 0                 | 2                    | 0                    | 0                    | 0                    | 23       | 1      | 0           | 0          |
| M. Rall        | 22                | 1                 | 1                 | 0                 | 3                    | 0                    | 0                    | 0                    | 25       | 1      | 1           | 0          |
| M. Specht      | 10                | 0                 | 0                 | 0                 | 1                    | 0                    | 0                    | 0                    | 11       | 0      | 0           | 0          |
| J. Steinert    | 18                | 0                 | 0                 | 0                 | 2                    | 1                    | 0                    | 0                    | 20       | 1      | 0           | 0          |
| M. Tufeković   | 9                 | -6                | 1                 | 0                 | 1                    | -2                   | 0                    | 0                    | 10       | -8     | 1           | 0          |
| T. Waßmuth     | 22                | 5                 | 0                 | 0                 | 3                    | 4                    | 0                    | 0                    | 25       | 9      | 0           | 0          |
| L. Wienroither | 16                | 0                 | 3                 | 0                 | 3                    | 0                    | 0                    | 0                    | 19       | 0      | 3           | 0          |